# 古田一晟
古田 一晟（ふるた いっせい、10月2日 - ）は、日本の男性声優。東京都出身。賢プロダクション所属。

## 略歴
3歳の頃より歌の仕事をしており、その後も歌の道に進むことを思っていたものの、芝居をしてみたいという想いもあったという。また、2017年に死去した祖父にそれを相談した時、「俺はお前の声が好きだから、もっと好きなことをたくさんやってみたらいいんじゃないか」と背中を押してくれた言葉をきっかけに声優を目指した。芝居の経験は少なかったが、長年芸能界にいたことから「芸」で生きていく道しかなかったと思ったという。
スクールデュオ18期生。2018年4月から賢プロダクション所属。

## 人物
特技・趣味としてピアノ、作曲、編曲、歌唱、水族館巡り、文房具集め、香水制作をそれぞれ挙げている。
ゲーマーでもあり、好きなゲームには『モンスターハンター：ワールド』を挙げている他、『共闘ことばRPG コトダマン』をよくプレイしているという。

## 出演
太字はメインキャラクター。

### テレビアニメ
2020年
- GO!GO!アトム（ロボット）

2021年
- 進撃の巨人（民衆）

2022年
- もっと!まじめにふまじめ かいけつゾロリ（町の人、客A）

2023年
- 天国大魔境（種豚12号）
- クレヨンしんちゃん（乗客A）
- 名探偵コナン（男性）

2024年
- 夜のクラゲは泳げない（コンビニ店員）

2025年
- ダンダダン（ヨシキチ）

### 劇場アニメ
- 甲鉄城のカバネリ 海門決戦（2019年）
- 僕のヒーローアカデミア THE MOVIE ヒーローズ:ライジング（2019年、）
- バブル（2022年、電気忍者の一員）
- 屋根裏のラジャー (2023年、イマジナリー）

### ゲーム
- SHOW BY ROCK!!
- A3!（2017年、観客）
- キャプテン翼〜たたかえドリームチーム〜（2017年）
- Readyyy!（2019年、柳川彗[4]）
- ファイナルファンタジーVII リバース（2024年）

### ドラマCD
- パラホス（新人ホスト 他）
- Sub様、躾の時間です 1（2023年、ホストA）

### 吹き替え

#### ドラマ
- チーム・ケイリー（英語版）（リーダー男 他）
- トランスペアレント シーズン5 ミュージカル・フィナーレ（ジェフ）

#### アニメ
- ボージャック・ホースマン シーズン6（ジョーイー・ポーゴー）

### ナレーション
- 高知テレビCM 一級建築事務所 采
- ヤオコー店内放送

### ラジオドラマ
- Bar B CRUISE（小林幸雄）

### 舞台
- 新国立劇場公演「ラ・ボエーム」（2004年9月25日・28日・10月3日・6日・9日）[15] - バンビーノ 役
- ラゾーナ川崎プラザソル公演「星に願いを。〜欲望にまみれた人間等よ〜」（2023年7月26日から30日）[16] - 木之元　悠成 役

### ミュージカル
- マーラー

### 朗読
- Hashプロデュース公演vol.2 朗読「黎明の刃」（2019年3月6日・8日 - 10日、シアターブラッツ）[17] - 世良田二朗三朗 役
- agreable朗読公演「うつろう幻月」（2019年8月8日 - 11日、中野ウエストエンドスタジオ）[18][19][20][21] - 苑田樟太郎 役
- 声のプロフェッショナルが奏でるリーディングシェイクスピア「ロミオとジュリエット」（2019年12月17日 - 22日、サンシャイン劇場）[22] - ベンヴォ―リオ 役、キャピュレット父 役
- オリジナル朗読劇「Time [never] comes back!?」（2022年1月15日 - 16日、シアターグリーン）- 橘誠一郎 役

### その他コンテンツ
- USJ スヌーピーカウントダウンショー（ライナス）
- STATION IDOL LATCH!（一条肇）

## ディスコグラフィ

### キャラクターソング
| 発売日         | 商品名                           | 歌 | 楽曲                                                      | 備考                          |
| -------------- | -------------------------------- | --- | --------------------------------------------------------- | ----------------------------- |
| 2018年4月14日  | Readyyy! Project                 | Just 4U | 「大胆不敵に恋したい」                                    | ゲーム『Readyyy!』関連曲      |
| 2018年6月3日   | Readyyy! Project 第2弾           | Just 4U | 「DOKI DOKI」                                             | ゲーム『Readyyy!』関連曲      |
| 2018年9月22日  | Readyyy! Project 第3弾           | Just 4U | 「Four JUMP」                                             | ゲーム『Readyyy!』関連曲      |
| 2019年3月27日  | Readyyy! Selections              | SP!CA、摩天ロケット、Just 4U、RayGlanZ、La-Veritta | 「Special Medley」                                        | ゲーム『Readyyy!』関連曲      |
| 2019年8月17日  | Readyyy! 第4弾                   | Just 4U | 「特別すぎる関係」 「nineteen! feat.Just 4U -short ver-」 | ゲーム『Readyyy!』関連曲      |
| 2021年9月8日   | STATION IDOL LATCH! 02           | 一条肇 / 品川（古田一晟）、小鳥遊悠吏 / 有楽町（梶原岳人） | 「Regret」                                                | 『STATION IDOL LATCH!』関連曲 |
| 2021年12月22日 | Readyyy! 第5弾                   | Just 4U | 「Style」                                                 | ゲーム『Readyyy!』関連曲      |
| 2021年12月22日 | RE:motion                        | SP!CA、摩天ロケット、Just 4U、RayGlanZ、La-Veritta | 「RE:motion」                                             | ゲーム『Readyyy!』関連曲      |
| 2022年6月22日  | Readyyy! 「T.O.P Idol SHOW!!」EP | Team Shine(柳川彗（CV: 古田一晟）, 高千穂亜樹（CV: 梅田修一朗）, 真田淳之介（CV: 服部想之介）, 綾崎小麦（CV: 安田駿）, 香坂安吾（CV: 三浦勝之） , 胡桃沢タクミ（CV: 観世智顕）) | 「シグナル」                                              | ゲーム『Readyyy!』関連曲      |
| 2022年7月27日  |                                  | 一条肇 / 品川（古田一晟）、小鳥遊悠吏 / 有楽町（梶原岳人） | 「PHANTOM」                                               | 『STATION IDOL LATCH!』関連曲 |
| 2023年7月30日  | Are you Readyyy？                | SP!CA、摩天ロケット、Just 4U、RayGlanZ、La-Veritta | 「Are you Readyyy？」                                     | ゲーム『Readyyy!』関連曲      |

## ライブ・イベント

### 合同ライブ
| 出演日             | タイトル                                                                               | 会場                                        |
| ------------------ | -------------------------------------------------------------------------------------- | ------------------------------------------- |
| 2018年2月14日      | 『Readyyy!』プロジェクト2月14日制作発表vol.1                                           | 六本木ニコファーレ（東京都）                |
| 2018年3月14日      | 『Readyyy!』プロジェクト3月14日制作発表Vol.2                                           | 六本木ニコファーレ（東京都）                |
| 2018年4月14日      | 【セガフェス2018】『Readyyy!』ゴー☆ルドステージ Vol.0 〜僕ら、本格始動します！〜       | ベルサール秋葉原（東京都）                  |
| 2018年4月28日      | 『Readyyy!』ゴー☆ルドステージ Vol.1 〜僕ら、明日に向かって歌います！〜                 | 原宿クエストホール（東京都）                |
| 2018年5月13日      | 『Readyyy!』ゴー☆ルドステージ Vol.2 〜僕ら、晴れやかにおもてなしします！〜             | よみうりホール（東京都）                    |
| 2018年6月3日       | 『Readyyy!』ゴー☆ルドステージ Vol.3 〜僕ら、雨ニモマケズおもてなしします！〜           | よみうりホール（東京都）                    |
| 2018年7月16日      | 『Readyyy!』ゴー☆ルドステージ Vol.4 〜僕ら、夏の太陽より熱くおもてなしします！〜       | よみうりホール（東京都）                    |
| 2018年7月21日      | 『Readyyy!』ゴー☆ルドステージ Vol.4.5 〜僕ら、池袋で2日間おもてなしします！〜          | セガ池袋GiGO 7F（東京都）                   |
| 2018年8月26日      | 『Readyyy!』ゴー☆ルドステージ Vol.5 〜僕ら、夜空の花火よりも盛大におもてなしします！〜 | よみうりホール（東京都）                    |
| 2019年5月11日      | Readyyy! Happyyy! Partyyy! 2019                                                        | 日本消防会館（東京都）                      |
| 2019年8月14日      | ディアプロ夏祭り〜OTODAMA de ソイヤ！〜                                                | OTODAMA SEA STUDIO（神奈川県）              |
| 2020年2月8日       | Readyyy! 2nd anniversary LIVE "THE NEW MOMENT"                                         | 恵比寿 The Garden Hall（東京都）            |
| 2021年3月13日,14日 | Readyyy! 3rd anniversary Live “LINK THE MOMENT”                                        | Yokohama 1000 CLUB（神奈川県）              |
| 2021年10月10日     | STATION IDOL LATCH! 1st Passenger Meeting                                              | 渋谷ストリームホール（東京都）              |
| 2022年2月13日      | Readyyy! 4th Anniversary Live "Twinkle of Protostars"                                  | 豊洲ピット（東京都）                        |
| 2022年3月6日       | STATION IDOL LATCH! 1st LIVE “All aboard!!”                                            | グランドプリンスホテル新高輪 飛天（東京都） |

### ユニットメンバー
1. 1 2 3 4 5 6  明石達真（黒木陽人）、柳川彗（古田一晟）、綾崎小麦（安田駿）、折笠凛久（美藤大樹）
2. 1 2 3  久瀬光希（住谷哲栄）、錦戸佐門（長谷徳人）、五十嵐比呂（小宮逸人）、紺野梓（遠藤淳）、胡桃沢タクミ（観世智顕）
3. 1 2 3  藤原蒼志（澤田龍一）、伊勢谷全（大町知広）、真田淳之介（服部想之介）、高千穂亜樹（梅田修一朗）
4. 1 2 3  宗像十夜（近衛秀馬）、碓井千紘（小野将夢）、香坂安吾（三浦勝之）
5. 1 2 3  上條雅楽（榊原優希）、清水弦心（田中文哉）